# Skanör-Höll
Skanör-Höll är ett naturreservat inom den historiska Skanör med Falsterbo stads område i Vellinge kommun i Skåne. Det består av ett strandområde strax öster om Skanör, och utgör Falsterbonäsets tidigaste fiskeläge. Platsen hade fram till slutet av 1970-talet soptipp, idag finns istället stallar och en stor motocrossbana, samt en sommarfiskarbebyggelse med bryggor. Området har gett namn åt bukten Höllviken, som i sin tur senare gett namn till yngre orten Höllviken.